# برت گاتری
برت گاتری (به انگلیسی: Brett Guthrie) نمایندهٔ حوزه انتخابیه دوم کنتاکی از حزب جمهوری‌خواه ایالات متحده آمریکا در مجلس نمایندگان ایالات متحده آمریکا است که برای نخستین‌بار در ۸ ژانویه ۲۰۰۹ میلادی به‌عضویت این مجلس درآمد.